# Сарксян, Ара Мигранович
Ара́ Мигра́нович Саркся́н (арм. Արա Միհրանի Սարգսյան, 7 апреля 1902 — 13 июня 1969) — армянский, советский скульптор, график, гравёр, сценограф

, педагог. Академик АХ СССР (1958). Народный художник СССР (1963). Лауреат Государственной премии Армянской ССР (1971, посмертно). Один из основоположников современной армянской скульптуры.

## Биография

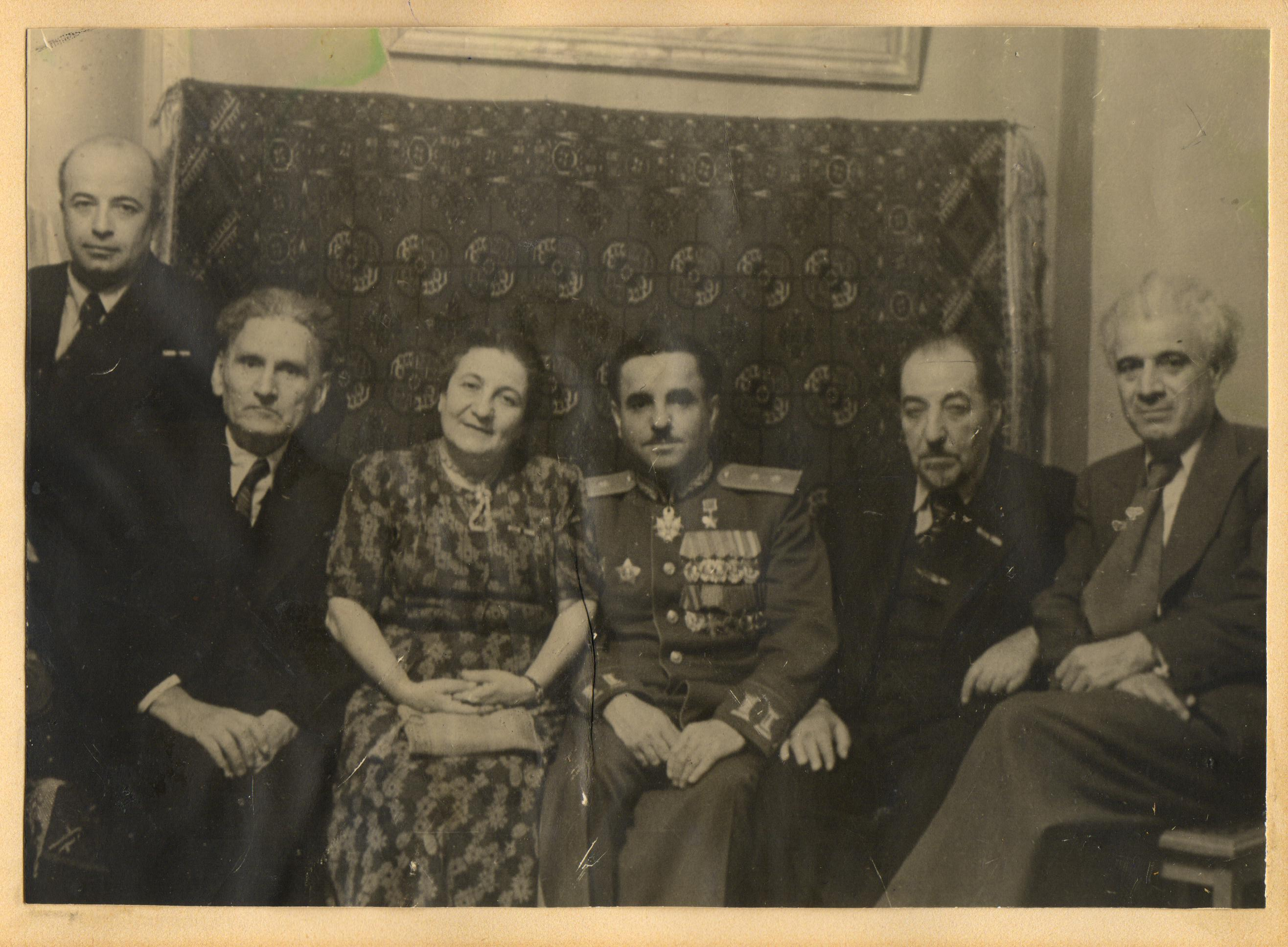
А. Сарксян, М. Сарьян, А. Даниэлян, С. Мартиросян, А. Исаакян, В. Вагаршян

Ара Сарксян родился 7 апреля 1902 года в Константинополе (ныне Турция).
Ещё в детстве гончары доверяли ему глину, и он делал из неё маленькие фигурки. Поступил в училище Есаян. Работал писарем, чертежником.
В 1919 году поступил в Художественную семинарию Константинополя и четырёхгодичный курс профессионального обучения закончил за два года в 1921 году.
В его первых работах нашли отражение все его чувства, связанные с пережитым геноцидом армян и Первой мировой войной. Среди этих работ — скульптуры «Голод», «Отчаяние», а также многофигурное произведение «Музыка», в котором выражалась попытка молодого скульптора найти выход в искусстве от охватившего его ужаса.
Мечтал путешествовать по Европе. Он отправился в Неаполь, потом в Рим, наконец, нашёл пристанище в Вене. Там он продолжил учёбу в школе мастеров скульптуры Венской художественной академии (1921—1924). В Вене создавал скульптуры, удостоившиеся внимания и положительных отзывов в печати. Ныне некоторые из них хранятся в музеях муниципалитета, консерватории и конгрегации мхитаристов. В тот же период появилось стремление скульптора к импрессионизму, яркий пример влияния импрессионизма на его творчество этого периода — работа «Фавн», в которой он мастерски использует специальные методы обработки дерева. А скульптуры «Тихая скорбь» и «Мучение» — шедевры венского периода, в которых выражены все чувства художника, связанные с трагедией 1915 года. Участвовал на выставках Союза венских художников «Kunst-gemeinschaft». Вена, европейский культурный центр, окончательно сформировала его как скульптора. В Вене он получил советское гражданство и в 1924 году приехал в столицу Советской Армении — Ереван.
Скульптура в Ереване как область искусства в то время ещё не сформировалась, и он своим приездом на историческую родину положил её основы.
с 1927 работал как театральный художник. Оформлял спектакли «Высокочтимые попрошайки» А. Пароняна (совм. с М. Арутчяном, 1934, Ленинаканский театр), «Геворг Марзпетуни» по Мурацану (1941), «Гамлет» У. Шекспира (1942), «Дядя Багдасар» А. Пароняна (1954) (все — Театр им. Г. Сундукяна, Ереван). Работы отличаются лаконизмом выразительных средств, цельностью композиции, яркой театральностью.
С 1925 по 1930 годы преподавал скульптуру в Художественном училище Еревана. В 1926 году был одним из создателей Армянского филиала Ассоциации художников революционной России, был его президентом.
В 1948 году под руководством и при активном его участии был основан Ереванский художественно-театральный институт (ныне Ереванский государственный институт театра и кино), где он стал его первым ректором. Эту должность занимал до 1959 года, а с 1954 года руководил кафедрой скульптуры, получил звание профессора.
В 1932—1937 годах возглавлял Союз художников Армении. В 1958 году был избран действительным членом Академии художеств СССР. Член Союза художников СССР, Союза архитекторов СССР.
В 1935 году был избран членом Центрального исполнительного комитета ЗСФСР. С 1939 года — член ВКП(б). Избирался депутатом Верховного Совета Армянской ССР II—III созывов.
Ара Мигранович Сарксян скончался 13 июня 1969 года в Ереване. Похоронен в пантеоне парка им. Комитаса.

## Награды и звания
- Заслуженный деятель искусств Армянской ССР (1935)[5]
- Народный художник Армянской ССР (1950)[6]
- Народный художник СССР (1963)
- Государственная премия Армянской ССР (1971, посмертно) — за скульптурные портреты В. И. Ленина, С. М. Кирова, С. С. Спандаряна, бюсты С. Г. Шаумяна, М. И. Калинина, А. Ф. Мясникяна, С. С. Спандаряна, П. А. Джапаридзе, А. И. Микояна и барельефы памятника «Героям Майского восстания» в Ленинакане.
- Орден Трудового Красного Знамени (1956)
- Два ордена «Знак Почёта» (04.11.1939 — «за выдающиеся заслуги в деле развития армянского театрального и музыкального искусства», 1945)
- Медаль «За оборону Кавказа»
- Медаль «За доблестный труд в Великой Отечественной войне 1941-1945 гг.»

## Творчество
- Памятник Героям Майского восстания в Гюмри (1931, базальт)
- Памятник Сергею Кирову в Ванадзоре (1942, базальт)
- Памятник Сааку Партеву и Месропу Маштоцу в Ереване, перед зданием ЕГУ (1943, базальт)
- Памятник Хачатуру Абовяну в Ереване, в районе Канакер (1946, базальт)
- Памятник Нельсону Степаняну в Ереване (1950, бронза)
- Памятник Владимиру Ленину в Гаваре (1959, бронза)
- Памятник Ованесу Туманяну в Ереване, перед зданием Театра оперы и балета (1957, бронза)
- Памятник Александру Спендиарову в Ереване, перед зданием Театра оперы и балета (1957, бронза, соавтор Гукас Чубарян)
- Памятник «Мать Армения» (1965, установлен в 1975 году в Гюмри)
- Памятник Валерию Брюсову в Ереване, перед зданием ЕГЛУ (1966)
- Памятник односельчанам, павшим в Великой Отечественной войне (1968, бронза, белый туф, Джанфида)
- Памятник Газаросу Агаяну в Гюмри
- Памятник Анастасу Микояну в Вагаршапате
- Памятник Сурену Спандаряну в Ереване (не сохранился)
- Памятник Егише Чаренцу в Мегри
- Памятник Воинам, павшим в Великой Отечественной войне в Ванадзоре.

- Скульптурный портрет Мариам Асламазян (1927, бронза, Национальная картинная галерея Армении, Ереван)
- Скульптурный портрет Сурена Спандаряна (1927, мрамор, Национальная картинная галерея Армении, Ереван)
- Скульптурный портрет Александра Мелик-Пашаева (1934, дерево, Национальная картинная галерея Армении, Ереван)
- Скульптурный портрет Тагуи Акопян (Асмик) (1934)
- Скульптурный портрет Александра Спендиарова (1938)
- Скульптурный портрет Амо Харазяна (1939, дерево, Национальная картинная галерея Армении, Ереван)
- Скульптурный портрет Никогайоса Тиграняна (1940, дерево, Национальная картинная галерея Армении, Ереван)
- Скульптурный портрет Алексея Дживелегова (1943, бронза, Дом-музей Ара Саркисяна, Ереван)
- Скульптурный портрет Оганеса Зардаряна (1943, бронза, гранит, сплав, Национальная картинная галерея Армении, Ереван)
- Скульптурный портрет Вагарша Вагаршяна (1943)
- Скульптурный портрет Саркиса Мартиросяна (1943)
- Скульптурный портрет Наири Зарьяна (1944, бронза, Национальная картинная галерея Армении, Ереван)
- Скульптурный портрет Александра Спендиарова (1944, базальт, Дом-музей Ара Саркисяна, Ереван)
- Скульптурный портрет Акопа Коджояна (1945, бронза, Дом-музей Ара Саркисяна, Ереван)
- Скульптурный портрет Сурена Спандаряна (1947, бронза, Государственная Третьяковская галерея, Москва)
- Скульптурный портрет Степана Шаумяна (1952, бронза, Национальная картинная галерея Армении, Ереван)
- Скульптурный портрет Вартана Аджемяна (1954, бронза, Государственная Третьяковская галерея, Москва)
- Скульптурный портрет Егише Чаренца (1957, бронза, Национальная картинная галерея Армении, Ереван)
- Скульптурный портрет Раффи (1957, бронза, Музей литературы и искусства имени Егише Чаренца, Ереван)
- Скульптурный портрет Мовсеса Хоренаци (1958, штукатурка, Национальная картинная галерея Армении, Ереван)
- Скульптурный портрет Александра Таманяна (1960, бронза, Дом-музей Ара Саркисяна, Ереван)
- Скульптурный портрет Егише Чаренца (1960, бронза, Дом-музей Егише Чаренца, Ереван)
- Скульптурный портрет Тиграна Петросяна (1965, Дом Шахмат, Ереван)
- Скульптурный портрет Валерия Брюсова (1967, бронза, Дом-музей Ара Саркисяна, Ереван)
- Скульптурный портрет Ованеса Туманяна (1968, мрамор, Дом-музей Ара Саркисяна, Ереван)
- Скульптурный портрет Манука Абегяна
- Скульптурный портрет Петроса Адамяна

- Мелкая пластика «Женщина с кувшином» (1968, шамот, Дом-музей Ара Саркисяна, Ереван)
- Барельеф «В саду» (1965, VIII выставка произведений членов Академии художеств СССР, Москва)
- Скульптура «Татев» (1962, бронза, Дом-музей Ара Саркисяна, Ереван)
- Барельеф «Севан» (1961, гипс, Дом-музей Ара Саркисяна, Ереван)
- Скульптура «Сбор винограда» (1960, гипс, Дом-музей Ара Саркисяна, Ереван)
- Мелкая пластика «Купальщица» (1958, гипс, Дом-музей Ара Саркисяна, Ереван)
- Барельеф «Философ Григор Магистрос» (1958, гипс, Зал заседаний Национальной академии наук Республики Армения, Ереван)
- Барельеф «Историк Мовсес Хоренаци» (1958, гипс, Зал заседаний Национальной академии наук Республики Армения, Ереван)
- Барельеф «Философ Давид Непобедимый» (1958, гипс, Зал заседаний Национальной академии наук Республики Армения, Ереван)
- Барельеф «Врач Мхитар Гераци» (1958, гипс, Зал заседаний Национальной академии наук Республики Армения, Ереван)
- Барельеф «Ученый Анания Ширакаци» (1958, гипс, Зал заседаний Национальной академии наук Республики Армения, Ереван)
- Скульптура «Хиросима» (1957, бронза, Дом-музей Ара Саркисяна, Ереван)
- Эскиз оформления к пьесе «Дядя Багдасар» Акопа Пароняна (1954, Дом-музей Ара Саркисяна, Ереван)
- Бюст Тороса Тороманяна (1951, базальт, Национальная картинная галерея Армении, Ереван)
- Бюст капитана Мирзояна (1942)
- Эскиз оформления к трагедии «Гамлет» Уильяма Шекспира (1942, Музей литературы и искусства имени Егише Чаренца, Ереван)
- Эскиз оформления к пьесе «Геворк Марзпетуни» Александра Каджворяна (по роману Мурацана) (1941, Дом-музей Ара Саркисяна, Ереван)
- Панно «Василия Чапаев» (1936, на здании кинотеатра «Москва» в Ереване)
- Скульптура «Женский торс» (1935, базальт, Национальная картинная галерея Армении, Ереван)
- Панно «Вызов» (1931, Дом-музей Ара Саркисяна, Ереван)
- Танец красноармейцев (1926, бумага, ксилография, Национальная картинная галерея Армении, Ереван)
- Композиция «Немая скорбь» (1924, розовый мрамор, коллекция Затеянов, Вена)
- Фавн (1923, дерево, Монастырь мхитаристов в Вене)
- Возвращение (бумага, ксилография, Национальная картинная галерея Армении, Ереван)
- Пионеры (бумага, ксилография, Национальная картинная галерея Армении, Ереван)

- Скульптура «Отчаяние» (1919, гипс)
- Скульптура «Голод» (1919, гипс)
- Скульптура «Страдание» (1922, гипс)
- Скульптурный портрет Рачия Ачаряна (1926, бронза)
- Скульптурный портрет Ваана Тотовенца (1926, бронза)
- Скульптурный портрет Геворка Кочара (1933, гипс)
- Панно «Армянская ССР» (1938, цемент, павильон на Нью-Йоркской всемирной выставке)
- Панно «Азербайджанская ССР» (1938, цемент, павильон на Нью-Йоркской всемирной выставке)

- Гайфеджян В. М., Сарксян А. М. Геворк Башинджагян. Жизнь и творчество = Գևորգ Բաշինջաղյան: Կյանքն ու ստեղծագործությունը. — Ереван: Армгосиздат, 1957. — 37 с.
- Сарксян А. М. Ованес Шаварш = Հովհաննես Շավարշ. — Ереван: Айастан, 1966. — 120 с.
- Сарксян А. М. Статьи, выступления, воспоминания = Հոդվածներ, ելույթներ, հուշեր / В. Н. Арутюнян. — Ереван: Советакан грох, 1982. — 280 с.

## Выставки
Ара Сарксян — один из столпов нашего современного изобразительного искусства. Художественное образование он приобрел в Европе, и еще молодой, полный творческой энергии и безграничного вдохновения, приехал в Армению и всем своим существом слился с родной страной, проникся дыханием её новых дней. В первые же годы созданный им на родине ряд памятников-монументов, а также все его лучшие творения проникнуты духом возрождения нашего народа и глубокой верой в будущее. Ара Сарксян своим многогранным творчеством неотделим от истории армянского народа и его культуры.
- Городская художественная выставка Дома культуры армян Константинополя, 1921.
- Впервые участвовал в выставке Венских художников с портретами музыковеда Р. Роберта и пианиста В. Симоновича и получил высокую оценку прессы, 1922.
- Весенняя выставка Общества художников в Вене, 1923.
- Впервые принял участие в выставке армянских художников в Армении, 1926.
- Юбилейная выставка искусства народов СССР в Москве, 1927.
- Выставка гравюр и рисунков АРМУ (Ассоциация революционного искусства Украины). Киев, 1928.
- Участвовал в выставке изобразительных искусств «10 лет» в Ереване, 1930.
- 11-я годовщина выставки изобразительных искусств Армении в Ереване, 1931.
- Выставка «15 лет Красной Армии». Ереван, 1933.
- Выставка «Деятельность художников и скульпторов Армении за 13 лет». Ереван, 1933.
- Выставка «Изобразительное искусство Закавказья». 1-я Закавказская олимпиада искусства. Тбилиси, 1934.
- Выставка «15 лет изобразительного искусства». Ереван, 1935.
- Выставка «Советская Конституция». Ереван, 1937.
- Всемирная выставка. Нью-Йорк, 1938.
- Выставка изобразительного искусства Армянской ССР. Москва—Ленинград, 1939.
- Передвижная выставка произведений художников и скульпторов Армянской ССР. Армения, 1939.
- Юбилейная выставка изобразительного искусства Армении за 20 лет. Ереван, 1940.
- Выставка изобразительного искусства Армении за 20 лет. Тбилиси, 1941.
- Выставка «Художники Армении в Великой Отечественной войне». Ереван, 1942.
- Выставка «Героиня Красной Армии». Ереван, 1942.
- Юбилейная выставка «Великая Отечественная война», посвященная 25-летию установления Советской власти в Армении, 1942.
- Выставка «За Родину». Ереван, 1943.
- Выставка произведений художников Армении. Москва, 1944.
- Выставка изобразительного искусства Армении. Ереван, 1945.
- Юбилейная выставка, посвящённая 25-летию установления Советской власти в Армении. Ереван, 1945.
- Выставка изобразительного искусства Армянской ССР. Москва, 1946.
- Всесоюзная художественная выставка. Москва, 1947.
- Юбилейная выставка произведений художников Армении, посвященная 30-летию Великой Октябрьской социалистической революции. Ереван, 1947.
- Выставка произведений художников Армении, посвященная XIV съезду Компартии Армении. Ереван, 1948.
- Выставка советского изобразительного искусство Армении, посвященная 30-летию Советской Армии. Ереван, 1948.
- Всесоюзная художественная выставка. Москва, 1949.
- Выставка изобразительного искусства Армении, посвященная XXX годовщине установления Советской власти в Армении. Ереван, 1950.
- Всесоюзная художественная выставка. Москва, 1950.
- Художественная выставка. Ереван, 1952.
- Выставка произведений членов Академии художеств СССР. Москва, 1952.
- Третья выставка произведений действительных членов и членов-корреспондентов Академии художеств СССР. Москва, 1954.
- Выставка изобразительного искусства Армянской ССР. Москва, 1956.
- Выставка живописи и графики первого Всесоюзного съезда советских художников. Москва, 1957.
- Всесоюзная художественная выставка, посвященная Великой Отечественной социалистической революции. Москва, 1957.
- Выставка изобразительного искусства Армянской ССР, посвященная 40-летию Великой Октябрьской социалистической революции. Ереван, 1957.
- Выставка произведений действительных членов и членов-корреспондентов Академии художеств СССР. Москва, 1957.
- Выставка произведений изобразительного искусства социалистических стран. Москва—Ленинград, 1958.
- «Наш современник». Выставка произведений действительных членов, почетных членов, членов-корреспондентов Академии художеств СССР. Москва, 1959.
- Республиканская художественная выставка, посвященная 40-летию установления Советской власти в Армении. Ереван, 1960.
- Всесоюзная художественная выставка. Москва, 1961.
- Впервые в Ереване и Москве организована выставка 40-летней творческой деятельности, около 400 работ, 1962.
- В Москве состоялась персональная выставка его работ в залах Академии художеств СССР, 16 апреля 1963.
- Участвует в выставке Союза художников в Ереване с монументальным памятником «Мать Армения», 1968.
- Монументальный мемориал «Мать Армения» выставлен в «Советском павильоне» международной выставки «Экспо 74» в Спокане (США), 1974.
- Монументальный мемориал «Мать Армения» выставлен в «Павильоне Армении» на международной выставке в Буэнос-Айресе, 1976.

## Галерея

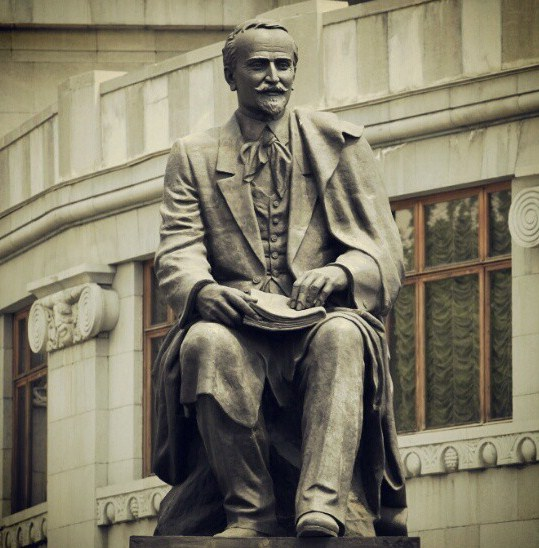
Памятник Ованесу Туманяну в Ереване, перед зданием Театра оперы и балета
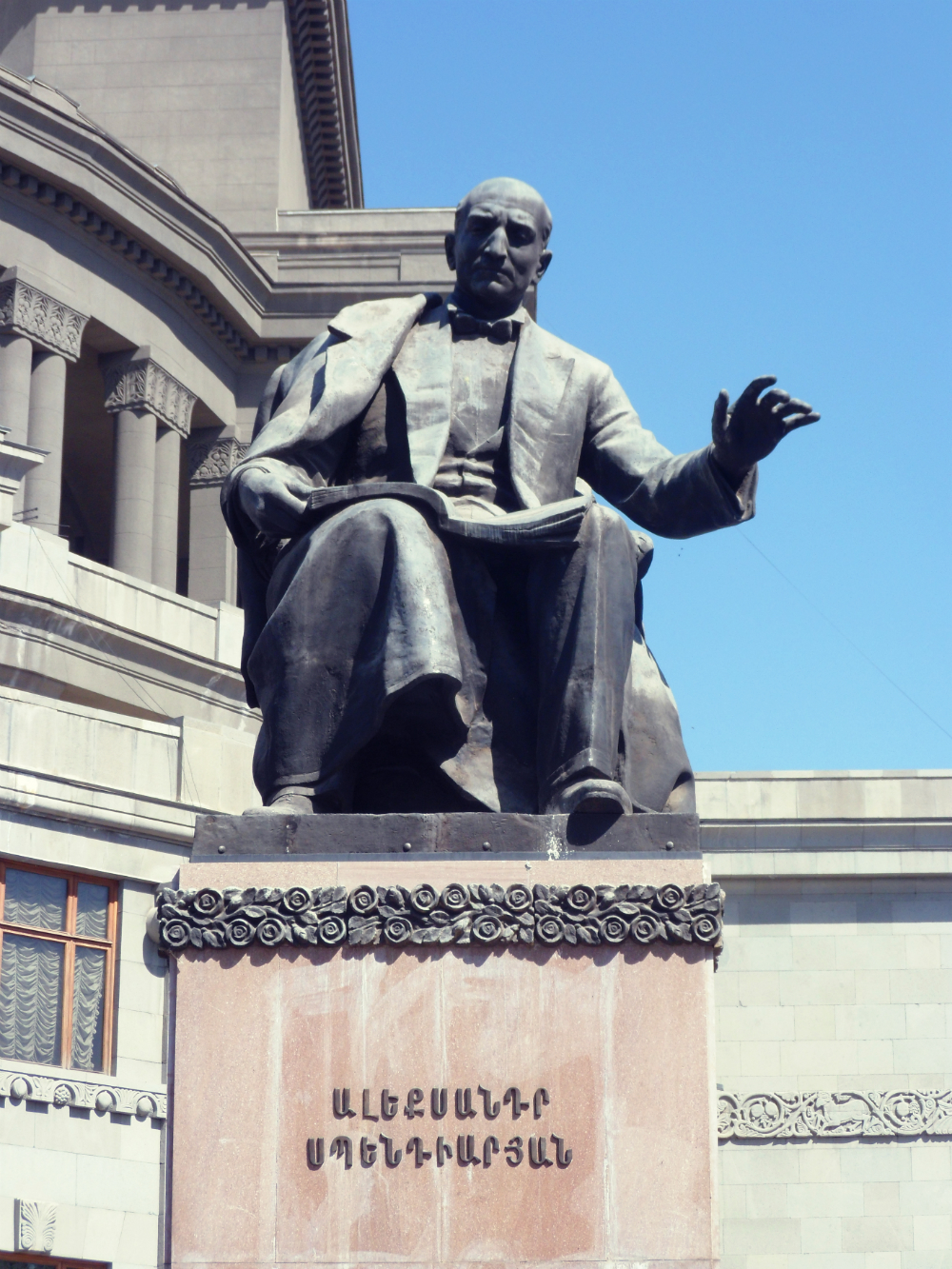
Памятник Александру Спендиаряну в Ереване, перед зданием Театра оперы и балета
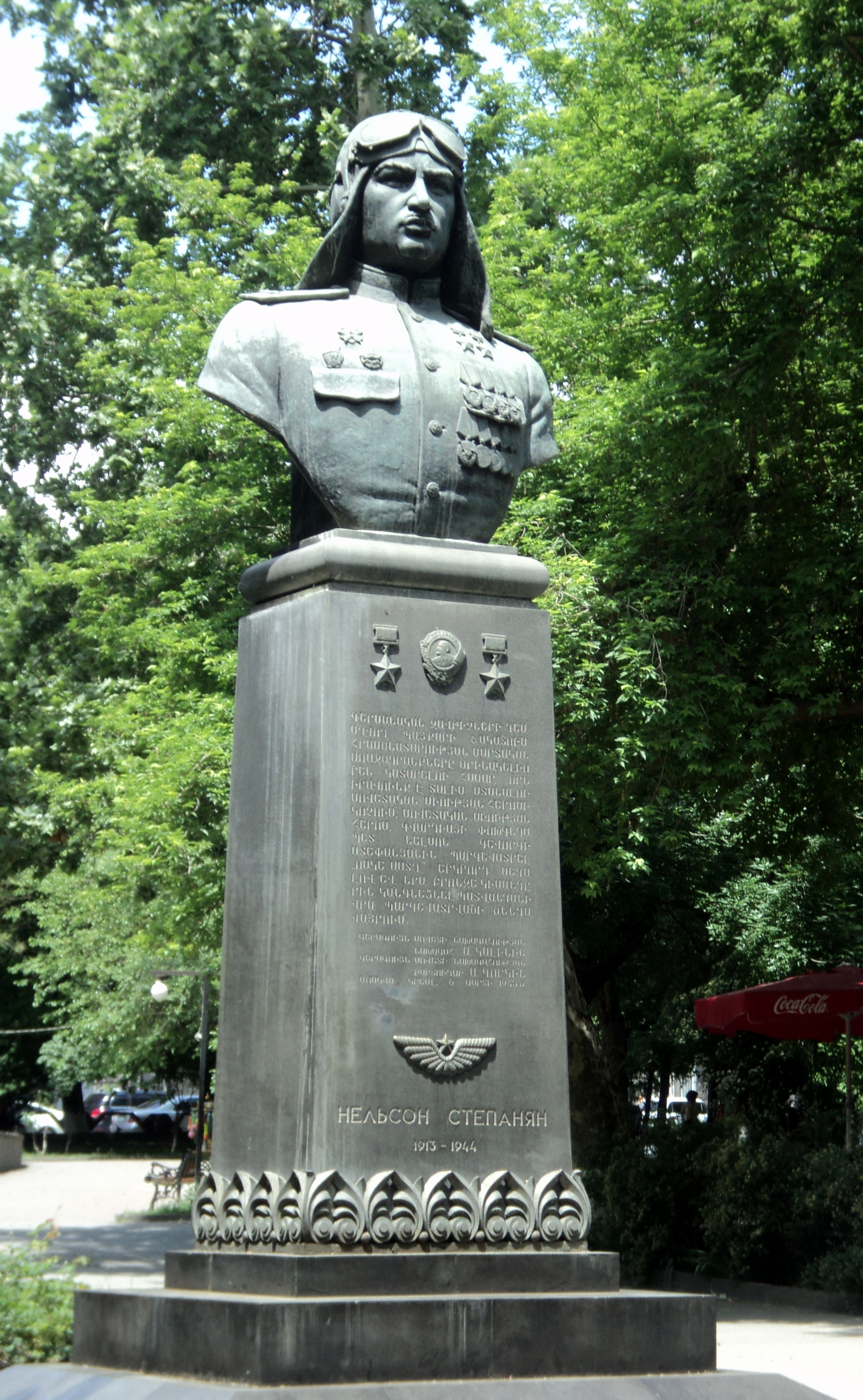
Памятник Нельсону Степаняну в Ереване
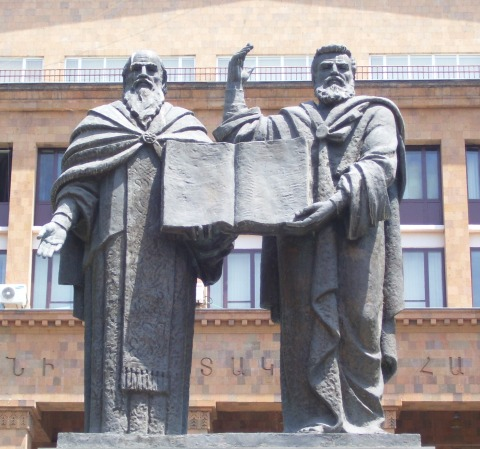
Памятник Сааку Партеву и Месропу Маштоцу в Ереване, перед зданием ЕГУ
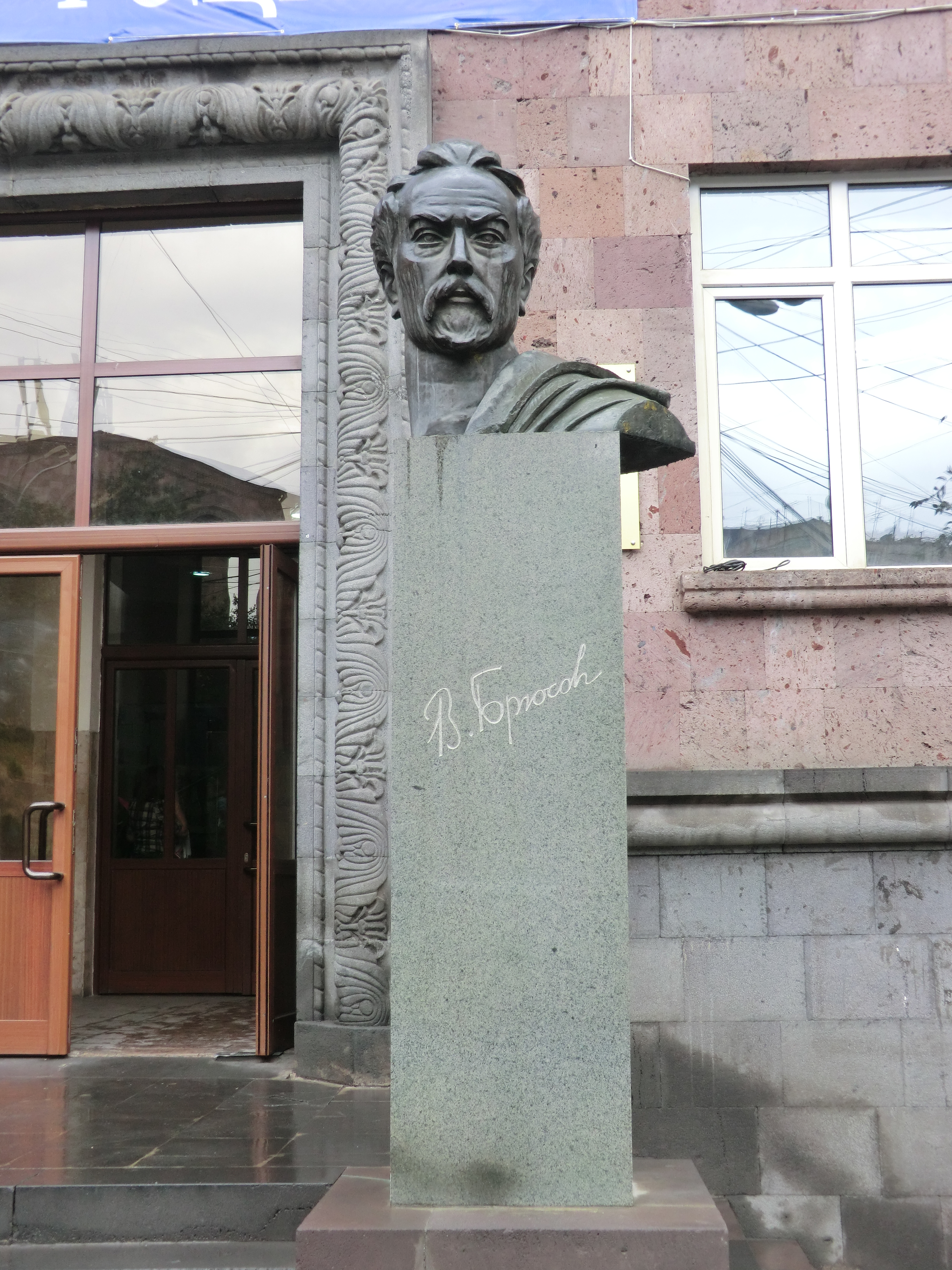
Памятник Валерию Брюсову в Ереване, перед зданием ЕГЛУ
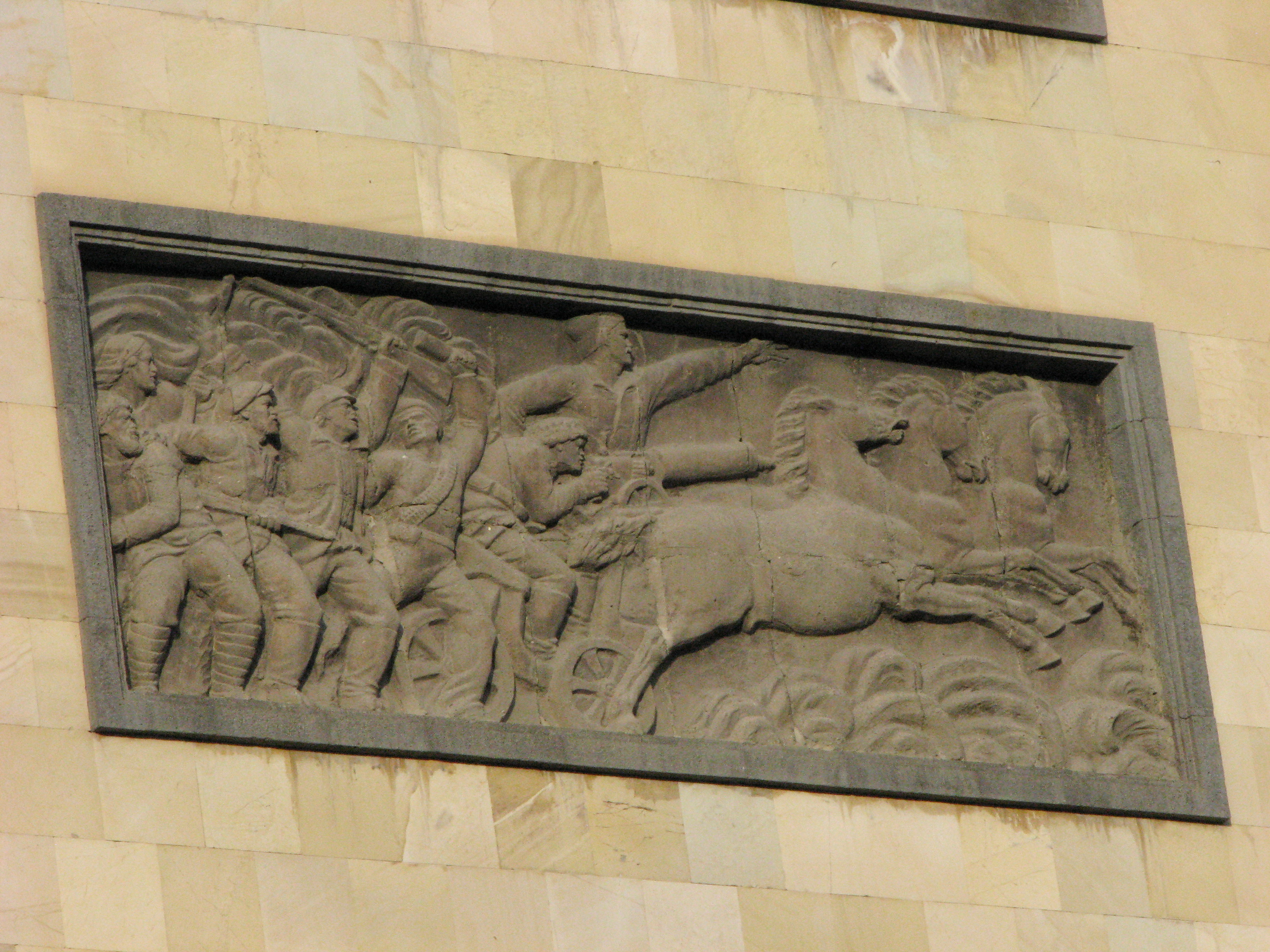
Панно «Чапаев» на здании кинотеатра «Москва» в Ереване
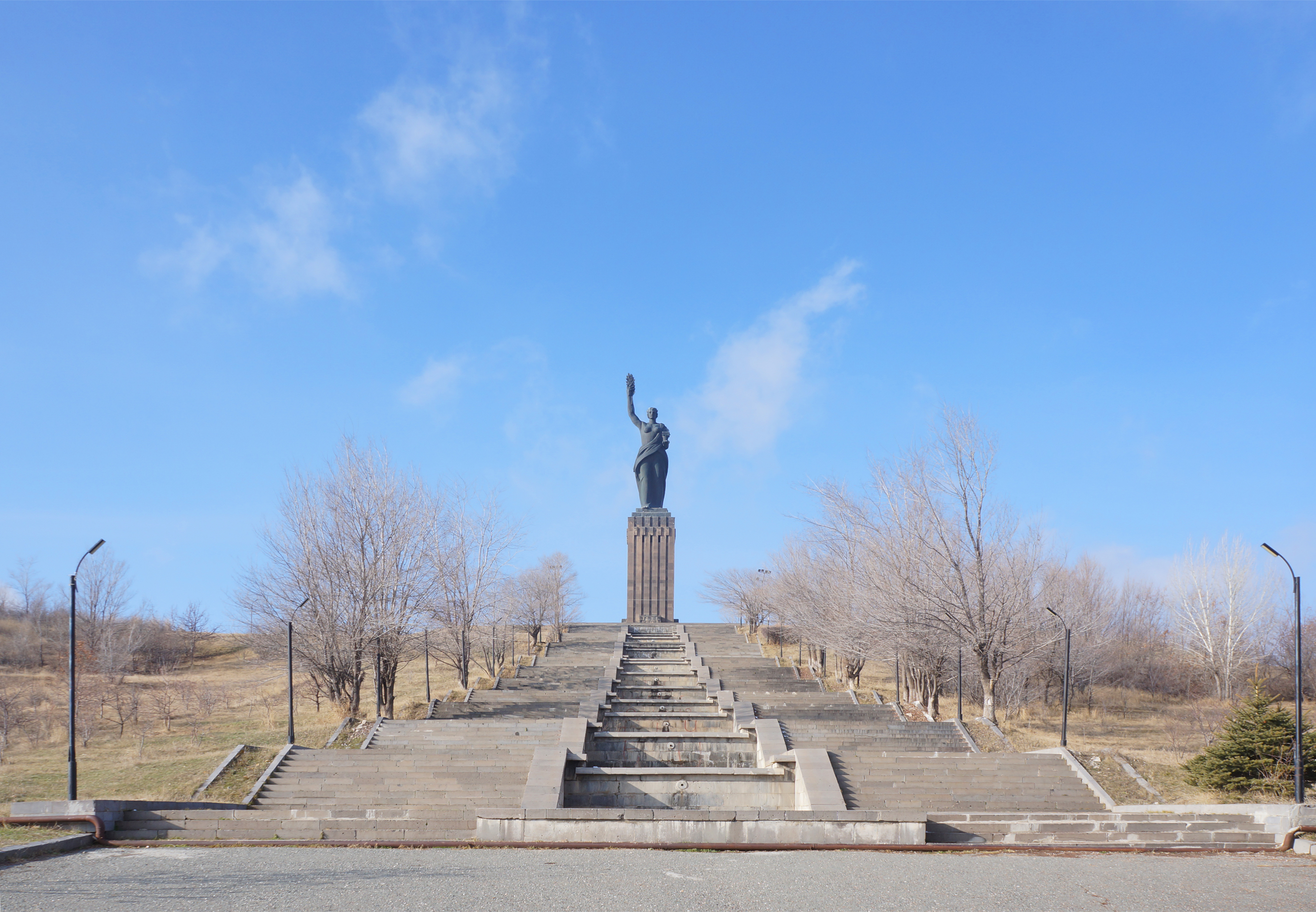
Памятник «Мать Армения» в Гюмри

## Память
- В 1973 году в Ереване был открыт дом-музей Ары Сарксяна, где хранятся многие его работы (по адресу ул. Пушкина, 70)[7].
- Аре Сарксяну посвящена почтовая марка СССР 1982 года (художник В. Карпов).

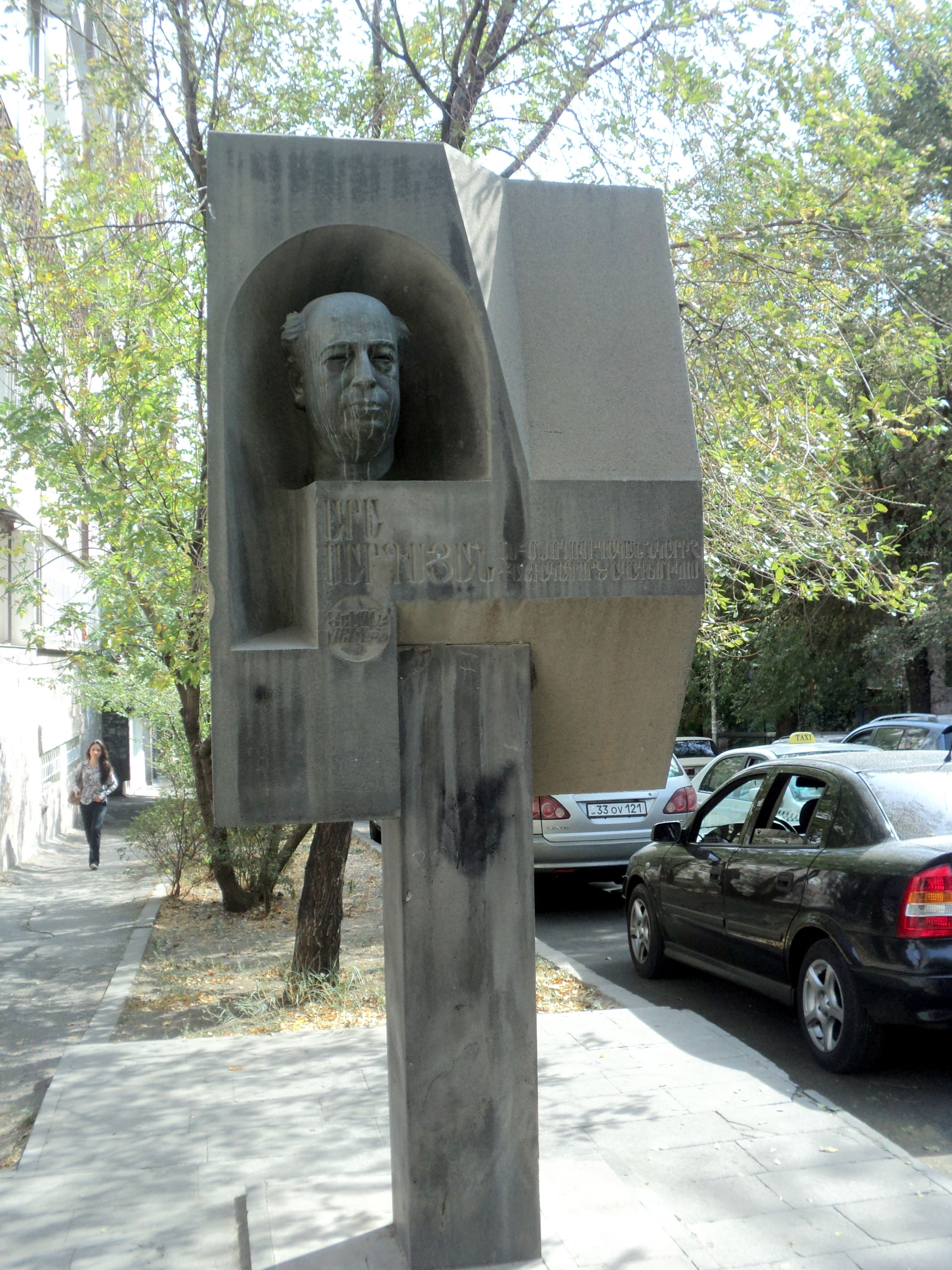
Памятник Ара Саркисяну у его дома-музея
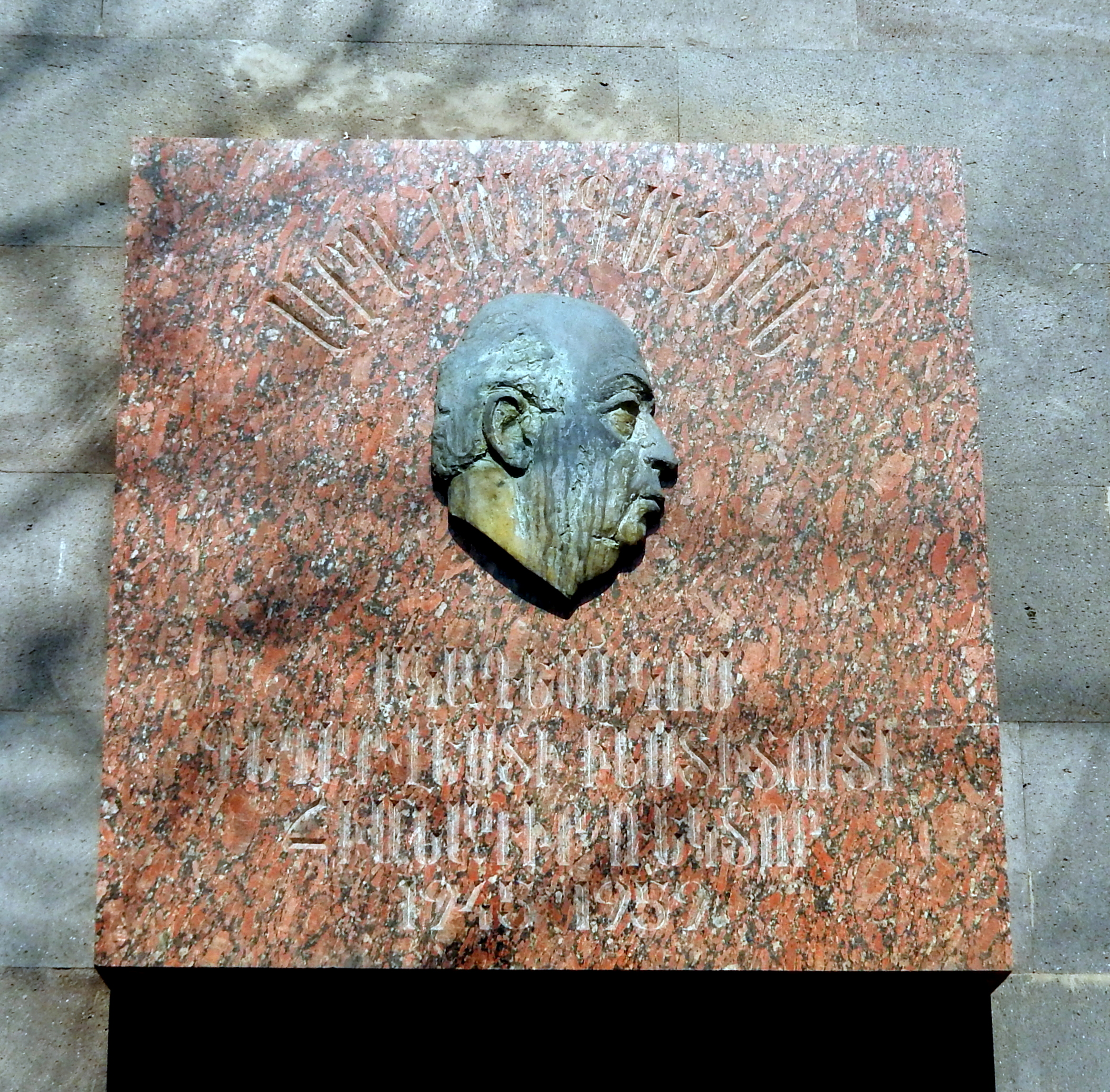
Мемориальная доска на здании Академии художеств Армении, ул. Исаакяна, 36
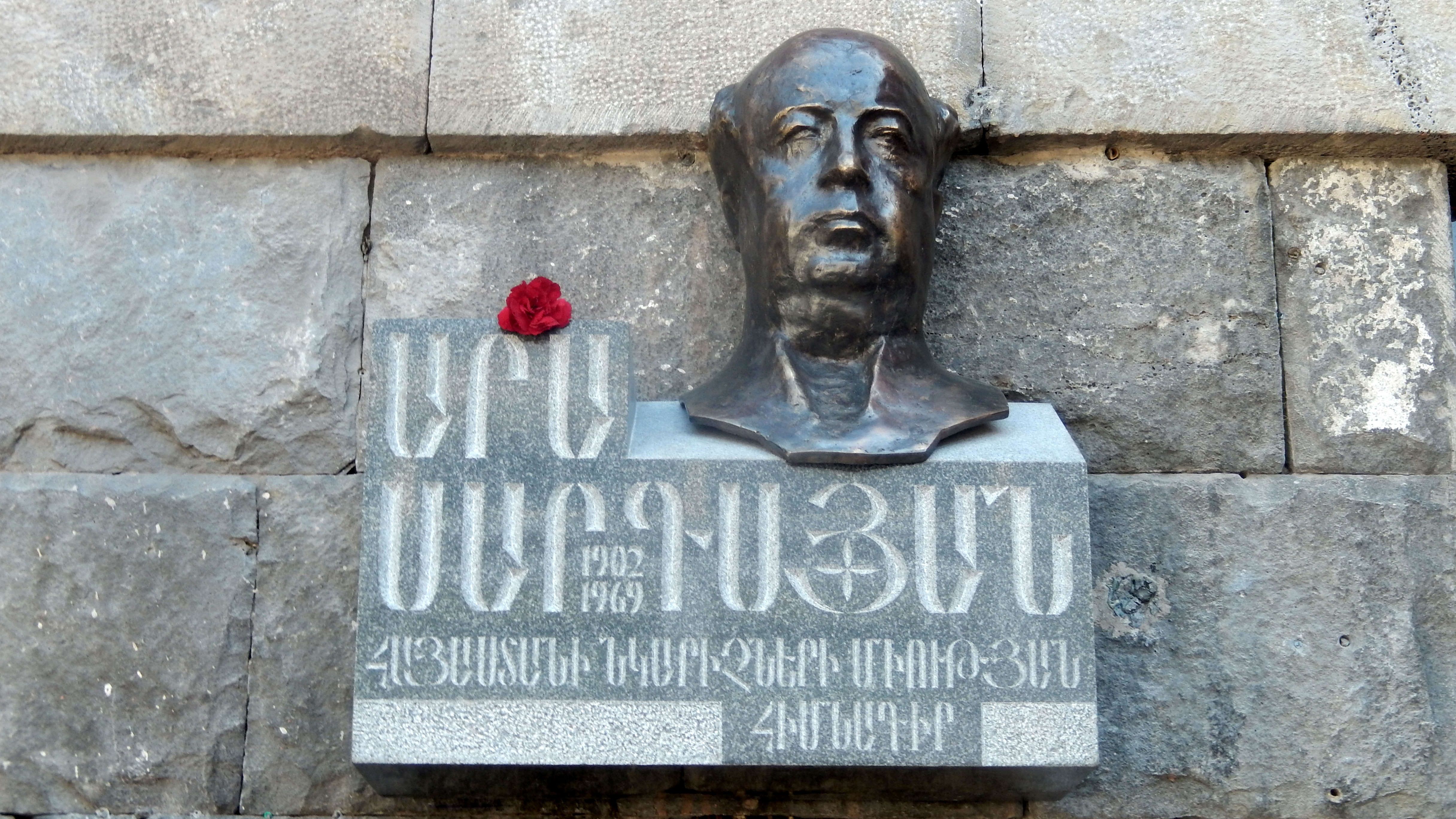
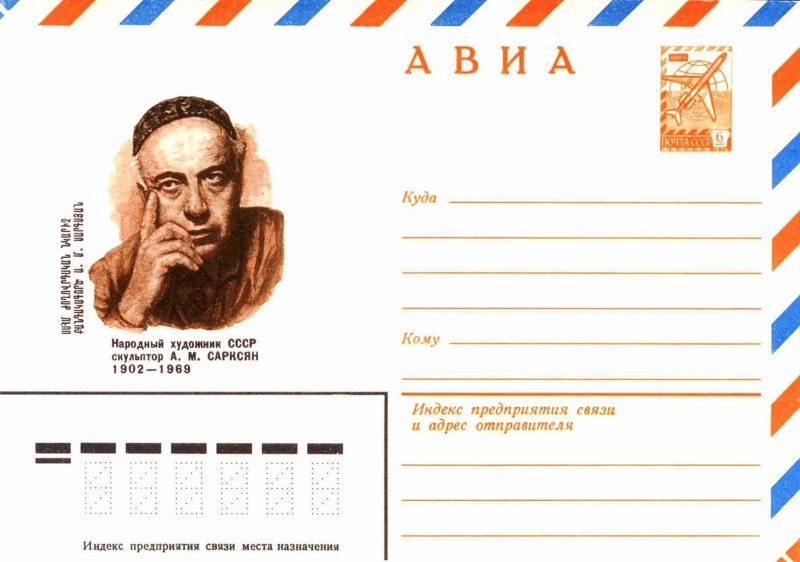